# Michelle Hunziker
Michelle Yvonne Hunziker (Duits: [miˌʃɛl ˈhʊntsɪkər], Italiaans: [miʃˌʃɛl ˈ(h)untsiker]; Sorengo, Zwitserland, 24 januari 1977) is een Italiaans televisiepresentatrice, zangeres en voormalig model van Zwitsers-Nederlandse afkomst.

## Levensloop
Hunziker werd geboren als dochter van een Nederlandse en een Zwitser. Haar moeder Ineke is Nederlands, met verre Indonesische voorouders, en haar vader Rudolf Hunziker, die in 2001 aan een hartaanval overleed, was een Duitstalige Zwitserse schilder die werkte als hotelmanager.
In 1980 verhuisde zij met haar ouders en haar broer naar Ostermundigen bij Bern en daarna naar Zuchwil in het Duitstalige gedeelte van Zwitserland; in 1994 verhuisde ze met haar moeder naar de Italiaanse stad Bologna, waar zij als model werkte.
Zij spreekt vijf talen: Italiaans, Frans, Duits, Engels en Nederlands en presenteerde in Zwitserland, Italië, Duitsland en Engeland. Zo verzorgde ze van 2002 tot 2004 samen met Carsten Spengemann de presentatie van Deutschland sucht den Superstar, de Duitse versie van Idols op televisiezender RTL. In 2012 was zij op dezelfde zender jurylid in Das Supertalent.

## Carrière
Omdat ze de verloofde van Eros Ramazzotti was, werd Hunziker ontdekt door een Italiaanse tv-producent. In 1996 presenteerde ze de Rai Uno-show I cervelloni met Paolo Bonolis. In de zomer presenteerde ze de prime time comedyshow Paperissima Sprint (Canale 5) met Gabibbo. Vanwege haar populariteit presenteerde ze in 1997 de middagshow Colpo di Fulmine (Italia 1). Ze volgde de professionele academie Music Art & Show in Milaan met haar choreografe Susanna Beltrami.
In 1998 bood de Italiaanse filmregisseur Vincenzo Verdecchi Hunziker haar eerste filmrol aan in de tv-serie La Forza dell'Amore (Canale 5). Daarna nam ze de vrouwelijke hoofdrol op zich in Fammi stare sotto al letto. Ze speelde ook in de documentaire The Protagonist en in een andere film, Alex l'Ariete, waar ze optrad met ex-skister Alberto Tomba. Hunziker en Pippo Baudo presenteerden de Canale 5 show La festa del Disco. Van 1999 tot 2001 presenteerde ze de late-nightshow Nonsolomoda (Canale 5) waar ze verslag deed van mode en lifestyle.
In 1999 werd TV3, het eerste Zwitserse particuliere televisiestation, opgericht in Zürich, en Hunziker organiseerde een show genaamd Assepoester, waar een haar- en make-upartiest en een stylingadviseur zowel een beroemdheid als een kijker hielpen een make-over. Na de eerste aflevering kwam Hunziker in het kruisvuur terecht.
Na het hosten van de Zwitserse show Assepoester, werd Hunziker ontdekt door Duitse tv-producenten. In 1998 presenteerde ze de Goldene Kamera-prijsuitreiking met Thomas Gottschalk (een zeer bekende presentator in Duitsland). Een jaar later was ze mede-gastheer van de show Michael Jackson & Friends (ZDF) in München. Nadat ze in verschillende talkshows was geweest, presenteerde ze haar eerste in Duitsland: Erstes Glück (SWR/Das Erste). Ze presenteerde de show samen met Thomas Elstner en interviewde beroemdheden over hun eerste liefde. De show was echter niet erg populair en stopte uiteindelijk. Toen ze terugkeerde naar Italië, presenteerde ze de shows Donna sotto le stelle en Piazza di Spagna (Canale 5) met Gerry Scotti en Tacchi a spillo (Italia 1) met Claudio Lippi. In 2002-2004 presenteerden Hunziker en Carsten Spengemann het eerste en tweede seizoen van Deutschland sucht den Superstar, de Duitse versie van het Britse tv-programma Pop Idol.
Hunziker sloot zich in oktober 2009 aan bij ZDF's Wetten, dass..?, de populairste tv-show van Duitsland. De show werd ook live uitgezonden op de Oostenrijkse ORF en SF1 in haar geboorteland Zwitserland.
In 2006 bracht ze een album uit in het Engels, Lole, dat alleen in Duitstalige landen beschikbaar was; de enige single van het album was "From Noon Till Midnight".
Hunziker was co-host van de Italiaanse comedyshows Zelig (Italia 1) en Scherzi a parte (Canale 5) in 2001. Zelig is een van de beroemdste Italiaanse tv-shows. Later dat jaar ontving ze de Italiaanse tv-Oscar in de categorie "Ontdekking van het jaar". Ze was ook mede-gastheer van de Italiaanse openluchtmuziekshow Festivalbar met Daniele Bossari en Alessia Marcuzzi.
Ze speelde ook in de musicals geregisseerd door Saverio Marconi The Sound of Music (in de rol van Maria von Trapp) en Cabaret (in de rol van Sally Bowles); beiden hadden enorm succes in Italië.
In 2007 organiseerden Hunziker en Pippo Baudo het Italiaanse songfestival, het Festival di Sanremo, op Rai Uno. Later was ze opnieuw co-host van Striscia la notizia met Ezio Greggio en Paperissima met Gerry Scotti.
In 2018 organiseerde ze het Sanremo Music Festival op Rai 1 met Claudio Baglioni en Pierfrancesco Favino. In 2020 verscheen ze in een video gepost door Mimmo Modem, met het beroemde neomelodische lied van Niko Pandetta, Marco Calone en Pino Franzese genaamd "Danza".
In 2025 presenteerde Hunziker de finale van het Eurovisiesongfestival in Bazel samen met Hazel Brugger en Sandra Studer.

## Privéleven
In de zomer van 1995 ontmoette Hunziker de zanger Eros Ramazzotti, van wie zij in 1996 een dochter kreeg. Het paar scheidde in maart 2002.
Sinds 2011 was ze samen met de ondernemer Tomaso Trussardi, zoon van wijlen ondernemer en modeontwerper Nicola Trussardi. In 2013 werd hun eerste dochter geboren. Van 2014 tot 2022 was het paar getrouwd. In 2015 werd hun tweede dochter geboren.
In 2017 verklaarde zij dat ze van 2001 tot 2006 onder het psychologisch juk zat van een sekte, waartoe zij behoorde.
In 2021 verklaarde ze dat ze een verre Indonesische afkomst heeft.